# Steenbeekdries
Le Steenbeekdries est une côte belge, connue pour être empruntée lors du Tour des Flandres. 

## Situation
Le Steenbeekdries est une route en montée pavée de la commune de Markedal, en province de Flandre orientale. Avec son sommet à 69 m d'altitude, c'est l'une des nombreuses formations de collines des Ardennes flamandes, au sud de la Flandre orientale. Depuis 1995, la route du Steenbeekdries a été classée comme monument.

## Cyclisme
Le site est surtout connu du cyclisme car il figure régulièrement dans le parcours des classiques du printemps, notamment le Tour des Flandres. La montée pavée de 800 m emprunte d'abord la Mariaborrestraat avant de tourner à droite dans le Steenbeekdries proprement-dit. Son dénivelé moyen de 7,6% n'est pas très raide. La descente suivant la montée, le Stationsberg, est une route pavée droite mal pavée et, en fait, plus raide que le Steenbeekdries. 
Le Steenbeekdries a été inclus pour la première fois dans le parcours du Tour des Flandres en 2002 et est resté un lieu fixe de la course. Ces dernières années, il arrive à 39 km de l'arrivée à Audenarde, généralement la première montée après le célèbre Koppenberg. 
Le Steenbeekdries est également régulièrement inclus dans la course À travers les Flandres et le Tour des Flandres pour les femmes.

## Caractéristiques
- Altitude : 69 m
- Départ : Markedal (10 m)
- Dénivellation : 59 m
- Longueur : 800 m
- Pente : 7,6 % (maximum 12,8 %)